# Соколов, Владимир Вячеславович
Владимир Вячеславович Соколов (9 августа 1952 года, Янаул, БАССР) — советский и российский математик, специалист в области теории нелинейных дифференциальных уравнений, лауреат премии имени С. В. Ковалевской (2007)

## Биография
Родился 9 августа 1952 года в районном поселке Янаул Янаульского р-на БАССР, сейчас город Янаул.
Учился в школе 76 г. Уфы.
В 1969 году закончил ФМШ 18 при МГУ.
В 1975 году окончил БашГУ (ныне Уфимский университет науки и технологий), в 1979 — аспирантуру (руководитель А. Б. Шабат).
С 1983 старший научный сотрудник ОФМ Башкирского филиала АН СССР, с 1989 — заведующий отделом.
В 1990 году — защита докторской диссертации.
С 1995 года — главный научный сотрудник Института математики, в 1995—97 годах одновременно преподавал в УГАТУ (ныне Уфимский университет науки и технологий).
В 1997 году — присвоено учёное звание профессора.
С 2001 года — ведущий научный сотрудник Института теоретической физики РАН им. Л. Д. Ландау (г. Черноголовка).
Автор более 100 научных трудов.

## Награды
- Отличник народного просвещения РСФСР (1988)
- Премия имени С. В. Ковалевской (совместно с С. В. Манаковым) (2007) — за цикл работ «Новые интегрируемые случаи в гамильтоновой механике с конечным числом степеней свободы».